# Khoudedia Cissokho
Pour les articles homonymes, voir Cissokho.

a Compétitions nationales et continentales officielles uniquement.

b Matchs officiels uniquement.
Khoudedia Cissokho, née le 22 juillet 1999 à Paris (France), est une joueuse française de rugby à XV évoluant aux postes de troisième ligne centre ou troisième ligne aile.
Avec son club du Stade bordelais, elle est championne de France en 2025.

## Biographie
Khoudedia Cissokho naît le 22 juillet 1999 à Paris en France. Elle commence la pratique du rugby à XV à Sarcelles en 2010. Sept ans plus tard, après un passage au centre d'entrainement et de formation de Brétigny-sur-Orge, elle rejoint l'AC Bobigny 93. Elle joue dans ses rangs jusqu'en 2021. 
Elle intègre l'équipe de France des moins de 18 ans, puis des moins de 20 ans, affrontant notamment l'équipe d'Angleterre en 2018 et 2019,,.
Après avoir joué au Montpellier RC trois saisons à partir de 2021, elle est est recrutée en 2024 par l'équipe du Stade bordelais, avec laquelle elle remporte le Championnat de France 2024-2025 : elle participe à 19 des 20 rencontres de la saison, dont la finale. À l'issue de cette compétition, Khoudedia Cissokho est sélectionnée dans le groupe de l'équipe de France en préparation de la Coupe du monde 2025.

## Activités extra-sportives
Khoudedia Cissokho effectue une licence de langues étrangères appliquées à l'université Paris-Nanterre.
Par la suite, elle est titulaire d'un Master en management des ressources humaines et poursuit en 2025 des études en alternance de management de la communication et du marketing[source insuffisante].

## Palmarès
- Vainqueur du Championnat de France en 2025 avec le Stade bordelais.